# Слюсар Євдокія Михайлівна
Євдокія Михайлівна Слюсар (28 квітня 1914, Катеринослав — дата смерті невідома) — український радянський скульптор; член Спілки радянських художників України.

## Біографія
Народилася 28 квітня 1914 року в місті Катеринославі (нині Дніпро, Україна). 1938 року закінчила Харківський художній інститут, де навчалася у Леонори Блох.
Мешкала у Севастополі в будинку на вулиці Івана Голубця, № 45, квартира № 42.

## Творчість
Працювала в галузі станкової скульптури. Серед робіт:
- «Перед атакою» (1953);
- «Костянтин Дмитрович Ушинський» (1957);
- «Рульовий» (1960);
- «Віцеадмірал Пилип Сергійович Октябрський» (1960).

Авторка пам'ятника Софії Перовській у Любимівці (1964, архітектор Валентин Артюхов).
Брала участь у республіканських виставках з 1953 року. 